# Вийтанен, Арво
Арво Вийтанен (фин. Arvo Viitanen; 12 апреля 1924, Уурайнен — 29 апреля 1999, Коувола) — финский лыжник, призёр Олимпийских игр, чемпион мира.

## Карьера
На Олимпийских играх 1956 года в Кортина-д’Ампеццо, завоевал серебро в эстафетной гонке, а также занял 9-е место в гонке на 15 км.
За свою карьеру на чемпионатах мира завоевал одну золотую, одну серебряную и три бронзовые медали. Наиболее успешно выступил на чемпионате мира-1954 в Фалуне, на котором завоевал золото в эстафете, серебро в гонке на 15 км и бронзу в гонке на 50 км.
На чемпионатах Финляндии побеждал 4 раза, по одному разу в гонках на 15, 30 и 50 км и эстафете.
После завершения спортивной карьеры работал лесником, а также в период с 1976 по 1982 год был одним из руководителей финской лыжной федерации.